# Oblast de Lugansk
Lugansk, Luhansk, Lugansque, ou Luansque (em ucraniano: Луганськ; em russo: Луганск, transl. Lugansk), é uma região (oblast) localizada no leste da Ucrânia. Faz fronteira com a Rússia e com a República Popular de Lugansk. Até 2014 sua capital era a cidade de Lugansk, quando foi transferida para Severodonetsk.
O oblast foi criado em 3 de junho de 1938 e designou-se oblast de Voroshilovogrado entre 1935 e 1958 e entre 1970 e 1990.
A população é em grande parte de língua russa, embora ucranianos constituem a maioria (58,0%). Entre as minorias são russos nativos (39,01%), os bielorrussos (0,8%) e outros (1,4%).
Cidades do Oblast de Lugansk:
Lugansk
Alchevsk
Starobelsk
Severodonetsk
Lysychansk
Popasna
Rubizhne
Kreminna